# Stanisław Aniołkowski
Stanisław Aniołkowski (ur. 20 stycznia 1997 w Warszawie) – polski kolarz szosowy. Uczestnik mistrzostw świata i Europy. Mistrz Polski ze startu wspólnego (2020).

## Kariera
W 2015 wygrał 4. etap i zajął 2. miejsce w klasyfikacji generalnej Międzynarodowego Wyścigu Kolarskiego o Puchar Prezydenta Miasta Grudziądza. Wystąpił też w mistrzostwach Europy, zajmując 31. lokatę w wyścigu ze startu wspólnego juniorów. Na początku kariery zawodowej związany był z drużynami Verva ActiveJet Pro Cycling Team (2016) oraz Team Hurom (2017–2018).
Lepsze wyniki zaczął osiągać w 2019, po dołączeniu do drużyny CCC Development Team. Wygrał dwa etapy (3. i 5.) Karpackiego Wyścig Kurierów i był trzeci na 4. etapie tej imprezy. W wyścigu Szlakiem Walk Majora Hubala zajął 2. lokatę na 3. etapie, 3. pozycję w klasyfikacji generalnej i wygrał klasyfikację młodzieżową. Stawał też na podium etapów Tour de Hongrie (2. na etapie 3a), Wyścigu Solidarności i Olimpijczyków (wygrana na 4. etapie), Czech Cycling Tour (3. na 3. etapie) i Dookoła Rumunii (wygrane na etapach 2. i 5.). Ponadto zwyciężył w klasyfikacji generalnej i młodzieżowej wyścigu Dookoła Mazowsza, stając na podium trzech etapów tej imprezy (wygrana na etapie 3. oraz 2. miejsce na etapach 1. i 2.). Startował też w imprezach rangi mistrzowskiej w kategorii młodzieżowców – w mistrzostwach Europy był czwarty w wyścigu ze startu wspólnego, a na mistrzostwach świata zajął 33. pozycję.
W 2020 zajął 3. miejsce w wyścigu o Puchar Ministra Obrony Narodowej. Ponadto był trzeci w klasyfikacji generalnej Tour of Szeklerland, stając na podium trzech etapów tej imprezy (2. na etapie 1. i 3b oraz 3. na prologu). W mistrzostwach Polski zwyciężył w wyścigu ze startu wspólnego elity. Wygrał klasyfikację generalną wyścigu Bałtyk-Karkonosze Tour, stając na podium dwóch etapów (2. na 3. etapie i 1. na etapie 4.). W 2020 triumfował także w klasyfikacji generalnej i punktowej Wyścigu Solidarności i Olimpijczyków, stając na podium trzech etapów (2. na 2. etapie, 1. na etapie 3. i 3. na etapie 4.). Zwyciężył ponadto na 1. etapie Małopolskiego Wyścigu Górskiego, a także w wyścigu Visegrad 4 Bicycle Race Grand Prix Slovakia. Wziął udział w wyścigu elity na mistrzostwach świata, jednak nie dojechał do mety.
W listopadzie 2020 podpisał kontrakt z zespołem Bingoal-Wallonie Bruxelles, obowiązujący od sezonu 2021.
W 2024 roku rozpoczął występy w drużynie Cofidis i podczas 13. etapu Giro d’Italia zajął drugie miejsce w sprincie z peletonu za Jonathanem Milanem. Wcześniej w tym samym wyścigu był dwukrotnie w pierwszej dziesiątce na etapach sprinterskich.

## Najważniejsze osiągnięcia
Opracowano na podstawie:

2015
- 2. miejsce w Pucharze Prezydenta Miasta Grudziądza
  - 1. miejsce w klasyfikacji punktowej
  - 1. miejsce na 4. etapie

2019
- 1. miejsce na 3. i 5. etapie Karpackiego Wyścigu Kurierów
- 3. miejsce w Szlakiem Walk Majora Hubala
  - 1. miejsce w klasyfikacji młodzieżowej
- 1. miejsce na 4. etapie Wyścigu Solidarności i Olimpijczyków
- 1. miejsce w Dookoła Mazowsza
  - 1. miejsce w klasyfikacji młodzieżowej
  - 1. miejsce na 3. etapie
- 4. miejsce w mistrzostwach Europy U23 (start wspólny)
- 1. miejsce na 2. i 5. etapie Dookoła Rumunii

2020
- 3. miejsce w Pucharze Ministra Obrony Narodowej
- 3. miejsce w Tour of Szeklerland
  - 1. miejsce w klasyfikacji punktowej
- 1. miejsce w mistrzostwach Polski (start wspólny)
- 1. miejsce w Bałtyk-Karkonosze Tour
  - 1. miejsce w klasyfikacji sprinterskiej
  - 1. miejsce na 4. etapie
- 1. miejsce w Wyścigu Solidarności i Olimpijczyków
  - 1. miejsce w klasyfikacji punktowej
  - 1. miejsce na 3. etapie
- 1. miejsce na 1. etapie Małopolskiego Wyścig Górskiego
- 1. miejsce w Visegrad 4 Bicycle Race Grand Prix Slovakia

2023
- 3. miejsce w Tour of Hellas
  - 1. miejsce na 1. i 4. etapie
- 3. miejsce w Ronde van Limburg
- 2. miejsce w Memoriale Andrzeja Trochanowskiego

## Rankingi
| Rok             | 2019 | 2020 | 2021 | 2022 | 2023 | 2024 |
| --------------- | ---- | ---- | ---- | ---- | ---- | ---- |
| World Ranking   | 349. | 126. | 227. | 259. | 301. | 163. |
| UCI Europe Tour | 282. | 104. | 194. | 211. | 239. | 133. |
|                 |      |      |      |      |      |      |
| Źródło: UCI     |      |      |      |      |      |      |